# Emma Morano
Emma Morano (født 29. november 1899, død 15. april 2017) var den ved sin død ældste levende person i verden og formentlig den sidste overlevede person, som er født i 1800-tallet. På trods af at hun var den ældste af otte søskende (fem piger og tre drenge), har hun overlevet dem alle. Hun siger selv, at hendes alder dels skyldes gener (hendes mor blev 91 år og flere af hendes søskende rundede de 100 år) og dels skyldes, at hun i over 90 år har spist tre æg om dagen, hvoraf de to var rå. Det var en anbefaling hun fik som teenager.
I slutningen af 1930'erne fødte hun et barn, som døde et halvt år efter, hvorefter hun forlod sin ægtemand, der var voldelig. Hun blev aldrig gift igen. I sit arbejdsliv har hun dels arbejdet på en fabrik og i køkkenet på kostskole. Hun gik på pension i en alder af 75 år, 42 år før sin død. I 2015 modtog hun lykønskninger fra både præsidenten og paven.